# كريستيان ميتز
كريستيان ميتز (بالفرنسية: Christian Metz)‏ هو عالم اجتماع وناقد سينمائي فرنسي، ولد في 12 ديسمبر 1931 في بيزييه في فرنسا، وتوفي في 7 ديسمبر 1993 في باريس في فرنسا.